# Глас на егейците
„Глас на егейците“ (на македонска литературна норма: „Глас на егејците“) е вестник на Сдружението на децата бежанци от Егейския дел на Македония, излизал от 1 септември 1950 година до май 1954 година в Скопие, Социалистическа Република Македония, а понастоящем е списание, излизащо в Скопие.
От 37 брой от 1953 година вестникът става орган на Сдружението на македонците от Егейския дял на Македония. Излиза 2 пъти месечно, във формат 45х34 cm. Главен редактор и отговорник на вестника е етнографът Тодор Симовски. Основните теми, разглеждани на страниците на вестника, са миналото на Егейска Македония, конкретно Гражданската война в Гърция, и съдбата на бежанците от областта. Друг главен редактор на вестника е историкът Христо Андоновски. Последният 46 брой излиза през май 1954 година.
През 2004 година издаването на „Глас на егейците“ е подновено като списание.